# Hoplotarsia magna
Hoplotarsia magna är en fjärilsart som beskrevs av Aurivillius 1922. Hoplotarsia magna ingår i släktet Hoplotarsia och familjen nattflyn. Inga underarter finns listade i Catalogue of Life.